# بنك انتركونتيننتال لبنان
بنك انتركونتيننتال لبنان (IBL Bank)، من المصارف المالية في لبنان. تأسس عام 1967 باسم (Development Bank SAL).

في عام 1998، تم شراء غالبية أسهم البنك من قبل مجموعة من المستثمرين اللبنانيين والأجانب. 
وبعد ذلك بعام، في سبتمبر 1999، استحوذ البنك على كامل أسهم مجموعة BCP بنك، واصبح منذ ذلك التاريخ يعمل تحت اسم بنك انتركونتيننتال - لبنان (IBL Bank).
ويملك البنك 19 فرعا في لبنان، بالإضافة إلى فروع له في قبرص، أربيل، بغداد والبصرة.